# Lago Kleines
El lago  (en alemán: Kleines Meer) es un lago situado en la Frisia oriental, concretamente en el distrito rural de Aurich, en el estado de Baja Sajonia (Alemania); tiene un área de 93 hectáreas y una profundidad máxima de 19 metros. Es muy cercano a su vecino lago Großes.

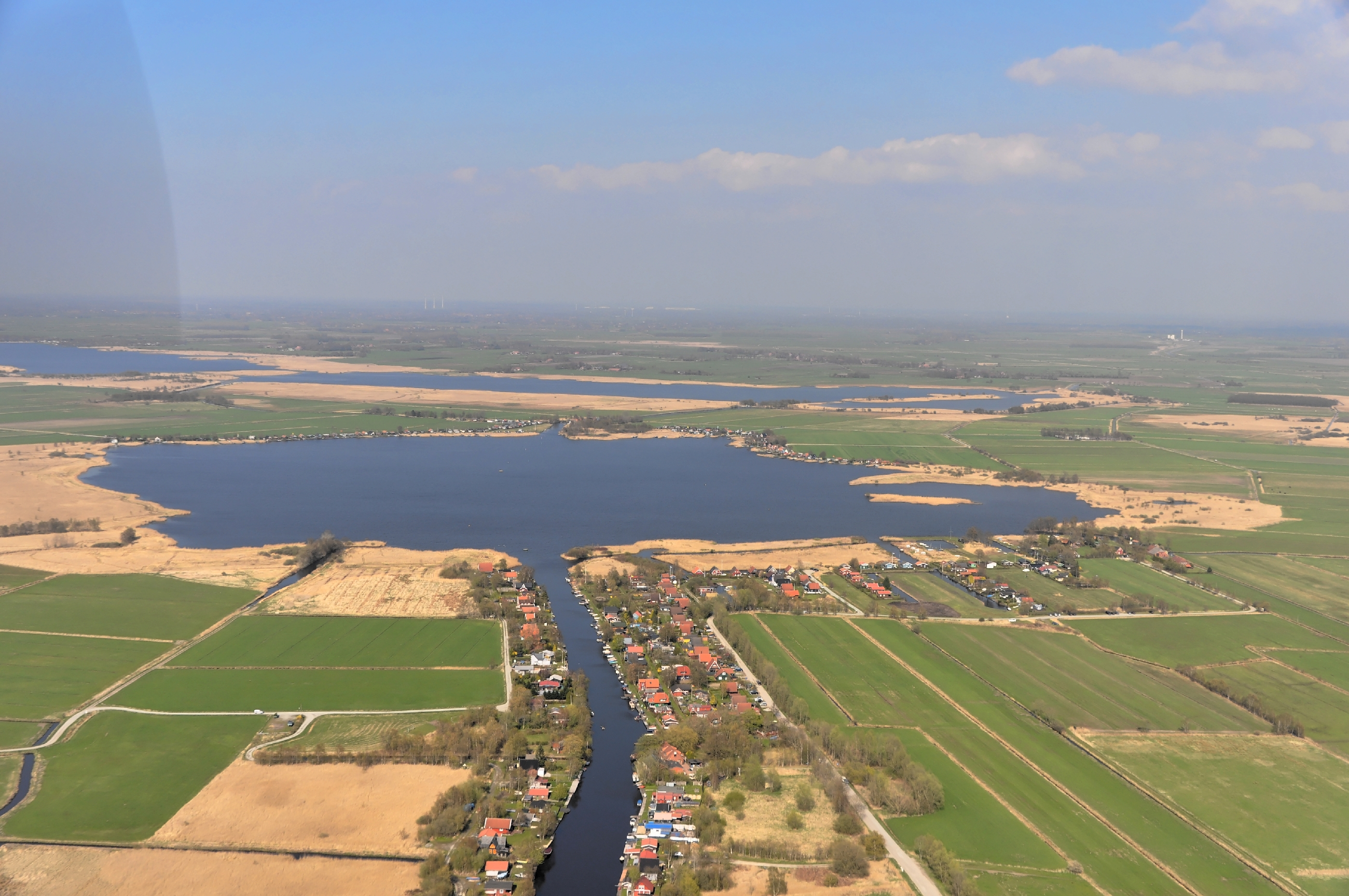
El lago Kleines (en el centro) y el lago Großes (al fondo a la izq.) en una imagen aérea